# Први међу једнакима
Први међу једнакима (лат. primus inter pares) фраза је која се обично користи као почасна титула за некога ко је формално једнак другим члановима своје групе, али му се приписује незванично поштовање, традиционалног због времена проведеног у служби.
Историјски гледано, princeps senatus Римског сената био је таква личност и у почетку једина разлика у односу на остале била је што му било дозвољено да говори први током расправе. Константину Великог је такође додијељена титула primus inter pares. Међутим, овај израз често користе иронично или самопризивно вође са много вишим статусом као облик поштовања, пријатељства или пропаганде. Након пада Републике, римски цареви су у почетку користили само израз princeps, упркос томе што су имали огромну моћ.